# Solanum circaeifolium
Solanum circaeifolium är en potatisväxtart som beskrevs av Friedrich August Georg Bitter. Solanum circaeifolium ingår i släktet skattor som ingår i familjen potatisväxter. Inga underarter finns listade i Catalogue of Life.